# 曲宝学
曲宝学（1968年—），辽宁盘山人，汉族，中华人民共和国政治人物、全国人民代表大会辽宁地区代表。
毕业于辽宁大学工商行政管理专业。担任辽宁省盘锦北方沥青燃料有限公司董事长，改任辽宁宝来石油化工集团董事长。2008年起担任全国人大代表。2013年，被选为全国人大代表。2016年因涉嫌贿选被认定当选无效。